# Werlas
Werlas (w latach 1977–1981 Międzylesie) – wieś w Polsce położona w województwie podkarpackim, w powiecie leskim, w gminie Solina.
Dawniej była to część wsi Solina. W 1968 obszar wsi został zalany przez nowo utworzony Zbiornik Soliński, a mieszkańcy Soliny zostali przeniesieni do sąsiednich wsi. Werlas, jako część Soliny nie zalana przez wodę został samodzielną wsią.
Nazwa Werlas jest stosowana też popularnie przez żeglarzy na określenie długiego półwyspu na Jeziorze Solińskim u podstawy którego leży wioska.
W latach 1975–1998 miejscowość administracyjnie należała do województwa krośnieńskiego.
Na wschód od wsi w 2013 powstało prywatne lądowisko Dolina Ruchlinu-Horodek.